# Павленки (Винницкая область)
Павленки (укр. Павленки) — село на Украине, находится в Калиновском районе Винницкой области.
Код КОАТУУ — 0521684809. Население по переписи 2001 года составляет 56 человек. Почтовый индекс — 22437. Телефонный код — 4333.
Занимает площадь 0,2 км².

## Адрес местного совета
22437, Винницкая область, Калиновский р-н, с. Мизяков, ул. Гагарина, 1